# Zodarion sardum
Zodarion sardum là một loài nhện trong họ Zodariidae.
Loài này thuộc chi Zodarion. Zodarion sardum được Robert Bosmans miêu tả năm 1997.